# 2026年冬季奥林匹克运动会蒙古代表团
2026年冬季奧林匹克運動會蒙古代表團是蒙古國所派出的第25届冬季奥林匹克运动会代表團。这是该国第17次参加冬奥。

## 越野滑雪
蒙古已有一男及一女取得越野滑雪參賽資格。